# Bato II de Cirene
Bato II de Cirene, en ocasiones llamado Eudaimon (el bendecido) o su equivalente latino Felix, (en griego, Βάττος ὁ Εὐδαίμων) fue el tercer rey griego de Cirenaica y Cirene, miembro de la dinastía de los batiadas.

## Familia
Bato era el hijo del segundo rey de Cirenaica, Arcesilao I. Se desconoce quién era su madre. Su abuelo paterno fue Bato I, fundador de la colonia griega en África. 

## Oráculo
En tiempos de Bato un oráculo pronunciado en Delfos animó a los habitantes de diversas partes de Grecia y, en particular, del Peloponeso, Creta y otras islas para que se asentaran en Cirene. Bato también invitó a los griegos para que se trasladasen a Libia.
Así pues, el oráculo proclamó lo siguiente:
“Quien a la encantadora Libia llegue demasiado tarde,
distribuida ya la tierra, proclamo que un día habrá de pesarle”
Puede que los nuevos inmigrantes fundasen la ciudad de Apolonia. La ciudad se convirtió en el puerto principal de la región y la población de Cirenaica comenzó a incrementarse hasta el punto de amenazar el territorio de los libios. Existía ya un resentimiento latente de los libios de su rey Adicran contra los griegos que les habían arrebatado las tierras.

## La batalla del pozo de Testis
El rey Adicran envió una embajada a Egipto para ver al faraón Apries. Éste envió a su ejército a Cirene, declarando la guerra a los griegos. Alrededor del año 570 a. C. los egipcios, Bato y los cirenaicos marcharon hacia el pozo de Testis en Irasa para enfrentarse. Ganaron los cirenaicos habiendo muy pocos supervivientes por parte del bando egipcio. Heródoto dice que los egipcios no tenían experiencia previa de guerra contra los griegos, y que no habían tomado la batalla en serio. También dice que se trató de la primera guerra entre griegos y egipcios de la historia.
Esta victoria confirmó la soberanía de Cirene y el establecimiento de Cirenaica y de sus nuevas ciudades. Bato también firmó una alianza con el nuevo faraón, Amasis II.

## Muerte
Bato murió en 560 a. C. y fue enterrado cerca de su padre y de su abuelo. Se desconoce quién fue su esposa, pero fue sucedido en el trono por su hijo Arcesilao II.